# Ельцовка (нижний приток Оби)
Ельцовка — река в России, протекает в Новосибирске. Устье реки находится в 2980 км по правому берегу реки Обь, в Малом озере (бывш. Малая протока). Длина реки составляет 14 км. Притоки — Камышевка, Ромиха и Дол.

## Данные водного реестра
По данным государственного водного реестра России относится к Верхнеобскому бассейновому округу, водохозяйственный участок реки — Обь от Новосибирского гидроузла до впадения реки Чулым, без рек Иня и Томь, речной подбассейн реки — бассейны притоков (Верхней) Оби до впадения Томи. Речной бассейн реки — (Верхняя) Обь до впадения Иртыша.

## Галерея
- Река Ельцовка в каменных берегах.
- Река Ельцовка. Перекаты.
- Река Ельцовка. Осень.
- Река Ельцовка. В лесу.